# 日本盘蜷
日本盘蜷（学名：Laevapex japonica），舊屬基眼目淡水笠螺科（盘蜷科）Laevapex。

## 分佈
本物種的模式產地位於日本本州:604，分佈於台湾淡水鎮及日本的琵琶湖:604。常栖息在淡水。